# Tommaso Cancellotti
Tommaso Cancellotti (Gubbio, 22 maggio 1992) è un calciatore italiano, difensore dell'Avellino.

## Carriera
Cresciuto nei settori giovanili di Gubbio e Sampdoria, dopo una breve esperienze in prestito alla Sestese nel 2010, l'8 luglio 2011 viene ceduto in compartecipazione alla Pro Vercelli; al termine della prima stagione tra i professionisti conquista con il club piemontese la promozione in Serie B, che mancava da 64 anni. Rinnovata la comproprietà con i liguri Il 16 gennaio 2013 passa in prestito al Gubbio, facendo così ritorno nella squadra della sua città natale. Rientrato alla Pro Vercelli, resta con i bianchi per un'altra stagione, prima di trasferirsi a titolo definitivo alla Juve Stabia. Con le Vespe disputa tre campionati da titolare, conquistando per due volte i play-off; il 29 agosto 2017 viene acquistato dal Brescia. Dopo una stagione da 21 presenze complessive con i lombardi, il 7 agosto 2018 passa al Cittadella.
Il 18 luglio 2019 viene ceduto al Teramo, con cui firma un biennale. Il 24 novembre successivo, segna la sua prima rete in campionato con la maglia biancorossa, nei minuti finali di partita nel pareggio interno per 1-1 contro il Bari.
Il 29 settembre 2020 viene acquistato dal Perugia.
Il 4 agosto 2021 viene acquistato dal Pescara.
Il 7 luglio 2023 firma un contratto biennale con l'Avellino.

## Statistiche

### Presenze e reti nei club
Statistiche aggiornate al 10 maggio 2025.
| Stagione            | Squadra             | Campionato          | Campionato | Campionato | Coppe nazionali | Coppe nazionali | Coppe nazionali | Coppe continentali | Coppe continentali | Coppe continentali | Altre coppe | Altre coppe | Altre coppe | Totale | Totale |
| Stagione            | Squadra             | Comp                | Pres       | Reti       | Comp            | Pres            | Reti            | Comp               | Pres               | Reti               | Comp        | Pres        | Reti        | Pres   | Reti   |
| ------------------- | ------------------- | ------------------- | ---------- | ---------- | --------------- | --------------- | --------------- | ------------------ | ------------------ | ------------------ | ----------- | ----------- | ----------- | ------ | ------ |
| gen.-giu. 2010      | Sestese             | D                   | 19+1       | 0          | CI-D            | 0               | 0               | -                  | -                  | -                  | -           | -           | -           | 20     | 0      |
| 2011-2012           | Pro Vercelli        | 1D                  | 16+2       | 0          | CI-LP           | 3               | 0               | -                  | -                  | -                  | -           | -           | -           | 21     | 0      |
| 2012-gen. 2013      | Pro Vercelli        | B                   | 12         | 0          | CI              | 0               | 0               | -                  | -                  | -                  | -           | -           | -           | 12     | 0      |
| gen.-giu. 2013      | Gubbio              | 1D                  | 11         | 0          | CI+CI-LP        | 0               | 0               | -                  | -                  | -                  | -           | -           | -           | 11     | 0      |
| 2013-2014           | Pro Vercelli        | LP                  | 13         | 0          | CI+CI-LP        | 1+2             | 0               | -                  | -                  | -                  | -           | -           | -           | 16     | 0      |
| Totale Pro Vercelli | Totale Pro Vercelli | Totale Pro Vercelli | 41+2       | 0          |                 | 6               | 0               |                    | -                  | -                  |             | -           | -           | 49     | 0      |
| 2014-2015           | Juve Stabia         | LP                  | 33+1       | 1          | CI+CI-LP        | 2+1             | 0               | -                  | -                  | -                  | -           | -           | -           | 37     | 1      |
| 2015-2016           | Juve Stabia         | LP                  | 26         | 0          | CI+CI-LP        | 3+0             | 0               | -                  | -                  | -                  | -           | -           | -           | 29     | 0      |
| 2016-2017           | Juve Stabia         | LP                  | 34+2       | 1          | CI+CI-LP        | 2+0             | 0               | -                  | -                  | -                  | -           | -           | -           | 38     | 1      |
| lug.-ago. 2017      | Juve Stabia         | C                   | 0          | 0          | CI+CI-C         | 1+0             | 0               | -                  | -                  | -                  | -           | -           | -           | 1      | 0      |
| Totale Juve Stabia  | Totale Juve Stabia  | Totale Juve Stabia  | 93+3       | 2          |                 | 9               | 0               |                    | -                  | -                  |             | -           | -           | 105    | 2      |
| ago. 2017-2018      | Brescia             | B                   | 21         | 0          | CI              | 0               | 0               | -                  | -                  | -                  | -           | -           | -           | 21     | 0      |
| 2018-2019           | Cittadella          | B                   | 18+3       | 0          | CI              | 2               | 0               | -                  | -                  | -                  | -           | -           | -           | 23     | 0      |
| 2019-2020           | Teramo              | C                   | 29+1       | 2          | CI-C            | 3               | 1               | -                  | -                  | -                  | -           | -           | -           | 33     | 3      |
| sett. 2020          | Teramo              | C                   | 1          | 0          | CI-C            | 1               | 0               | -                  | -                  | -                  | -           | -           | -           | 2      | 0      |
| Totale Teramo       | Totale Teramo       | Totale Teramo       | 30+1       | 2          |                 | 4               | 1               |                    | -                  | -                  |             | -           | -           | 35     | 3      |
| sett. 2020-2021     | Perugia             | C                   | 19         | 0          | CI              | 2               | 0               | -                  | -                  | -                  | SC-C        | 1           | 0           | 22     | 0      |
| 2021-2022           | Pescara             | C                   | 30+2       | 1          | CI-C            | 2               | 1               | -                  | -                  | -                  | -           | -           | -           | 34     | 2      |
| 2022-2023           | Pescara             | C                   | 33+6       | 3          | CI-C            | 0               | 0               | -                  | -                  | -                  | -           | -           | -           | 39     | 3      |
| Totale Pescara      | Totale Pescara      | Totale Pescara      | 63+8       | 4          |                 | 2               | 1               |                    | -                  | -                  |             | -           | -           | 73     | 5      |
| 2023-2024           | Avellino            | C                   | 35+3       | 0          | CI-C            | 3               | 0               | -                  | -                  | -                  | -           | -           | -           | 41     | 0      |
| 2024-2025           | Avellino            | C                   | 31         | 0          | CI+CI-C         | 2+1             | 0               | -                  | -                  | -                  | SC-C        | 2           | 0           | 36     | 0      |
| Totale Avellino     | Totale Avellino     | Totale Avellino     | 66+3       | 0          |                 | 6               | 0               |                    | -                  | -                  |             | 2           | 0           | 77     | 0      |
| Totale carriera     | Totale carriera     | Totale carriera     | 381+21     | 8          |                 | 31              | 2               |                    | -                  | -                  |             | 3           | 0           | 436    | 10     |

## Palmarès

### Club

#### Competizioni nazionali
- Serie C: 2

Perugia: 2020-2021 (girone B)
Avellino: 2024-2025 (girone C)